# 웨딩 (영화)
《웨딩》(Noces, A Wedding)은 벨기에, 프랑스, 파키스탄, 룩셈부르크에서 제작된 스테판 스트러커 감독의 2016년 드라마 영화이다. 리나 엘 아라비 등이 주연으로 출연하였다. 이 영화는 2016년 토론토 국제영화제에서 디스커버리 부문에서 상영되었다.

## 출연

### 주연
- 리나 엘 아라비
- 바바크 카리미

### 조연
- 니나 쿨카르니
- 올리비에 구르메
- 앨리스 드 랭커생
- 자샤리 샤세리오

## 기타
- 협력프로듀서: 필립 로기